# Ряд (математика)
Ряд — в математиці, це операція додавання нескінченної кількості величин, послідовно одна за одною, починаючи із заданої величини.
Для кожного ряду зазвичай розглядають послідовності часткових сум (ряду) та елементів (ряду).
Розглядаються числові ряди двох видів:
- Дробові числові ряди — вивчаються в математичному аналізі;
- Комплексні числові ряди — вивчаються в комплексному аналізі;

Важливіше питання дослідження числових рядів — це збіжність числових рядів.
Числові ряди застосовуються як система наближень до чисел.
Узагальненням поняття ряду є поняття подвійного ряду.
Тривалий час, думка про те, що така потенційно нескінченна сума може мати скінченний результат, математиками і філософами розглядалася як парадокс. Цей парадокс було вирішено з виникненням поняття границі під час 19-го століття. Парадокс Зенона про Ахілла та черепаху ілюструє цю контрінтуїтивну властивість скінченних рядів: Ахілл біжить услід за черепахою, але коли він наздоганяє черепаху на початку гонки, вона вже досягає другої позиції; коли він досягає другої позиції черепахи, вона буде вже на третій позиції, і так далі. Зенон розрахував, що Ахілл ніколи не зможе досягнути черепаху, і що таким робом такого моменту не існує. Зенон розділив цю гонку на нескінченно велику кількість частин гонки, кожна з яких займає скінченну частину часу, так, що загальний час, за який Ахілл добіжить до черепахи, заданий рядом. Вирішенням цього парадоксу є те, що, хоча ряд має нескінченно велику кількість елементів, він має скінченну суму, яка і є тим часом, за який Ахілл наздожене та впіймає черепаху.
У сучасній термінології, будь-яка (впорядкована) нескінченна послідовність {\displaystyle (a_{1},a_{2},a_{3},\ldots )} з термів (що можуть бути числами, функціями, або будь-чого, що може додаватися) визначає ряд, який є операцією додавання {\displaystyle a_{i}} між собою. Аби підкреслити те, що існує нескінченна кількість термів, ряд може називатися нескінченним рядом. Такий ряд записується у вигляді такого математичного виразу:
{\displaystyle a_{1}+a_{2}+\cdots +a_{n}+\cdots =\sum _{n=1}^{\infty }a_{n}}.
Загалом поняття ряду виникло з поняття кільця, що часто є полем {\displaystyle \mathbb {R} } дійсних чисел або полем {\displaystyle \mathbb {C} } комплексних чисел. У такому разі множина всіх рядів сама собою є кільцем (або навіть асоціативною алгеброю), у якій операція додавання визначає додавання рядів поелементно, терм за термом, а множення є операцією добутку Коші.

## Визначення
Нехай  {\displaystyle \{a_{i}\}_{i=1}^{\infty }} — послідовність; розглянемо також послідовність
{\displaystyle \{s_{n}\}_{n=1}^{\infty },} кожен елемент якої є n-тою частковою сумою членів початкової послідовності
{\displaystyle s_{n}=a_{1}+a_{2}+\cdots +a_{n}=\sum _{i=1}^{n}a_{i}.}
Рядом називається сукупність цих двох послідовностей. Позначається:
{\displaystyle \sum _{i=1}^{\infty }a_{i}.}
Тоді, за визначенням:
- Числовий ряд збігається, якщо збігається послідовність його часткових сум;
- Числовий ряд розбігається, якщо розбігається послідовність його часткових сум;
- Числовий ряд збігається абсолютно, якщо збігається ряд з модулів його членів.

Якщо числовий ряд збігається, то границя {\displaystyle S} послідовності його часткових сум має назву суми ряду:
{\displaystyle S=\sum _{i=1}^{\infty }a_{i},}

## Ознаки збіжності

### Необхідні умови збіжності
Теорема 01
Якщо числовий ряд
{\displaystyle \sum _{n=1}^{\infty }a_{n}}
збігається, то кінцевий член ряду
{\displaystyle a_{n}\rightarrow 0}, {\displaystyle n\rightarrow \infty }
Доведення. {\displaystyle \vartriangleright }
Дійсно, оскільки {\displaystyle a_{n}=S_{n}-S_{n-1}}, {\displaystyle n\geqslant 2} та {\displaystyle S_{n}\rightarrow S\in \mathbb {R} }, {\displaystyle n\rightarrow \infty }, то {\displaystyle a_{n}\rightarrow S-S=0}, {\displaystyle n\rightarrow \infty }. {\displaystyle \vartriangleleft }
Теорема 02
Якщо числовий ряд
{\displaystyle \sum _{n=1}^{\infty }a_{n}}
збігається, то залишок ряду
{\displaystyle a_{n+1}+a_{n+2}+\cdots +a_{2n}\rightarrow 0}, {\displaystyle n\rightarrow \infty }
Доведення. {\displaystyle \vartriangleright }
Розглянемо {\displaystyle a_{n+1}+a_{n+2}+\cdots +a_{2n}=S_{2n}-S_{n}\rightarrow S-S=0}, {\displaystyle n\rightarrow \infty }. {\displaystyle \vartriangleleft }
Теореми 01 та 02 дають необхідні умови збіжності ряду (1).

### Критерій Коші
Для того щоб ряд (1) збігався, необхідно і достатньо, щоб
{\displaystyle \forall \varepsilon >0\;\exists N\in \mathbb {N} \;\forall n\geqslant N\;\forall p\in \mathbb {N} \colon \quad |a_{n+1}+a_{n+2}+\cdots +a_{n+p}|<\varepsilon }.
{\displaystyle \vartriangleright } Цей критерій являє собою критерій Коші для числовой послідовності {\displaystyle \{S_{n}\colon n\geqslant 1\}}. {\displaystyle \vartriangleleft }

### Критерій абсолютної збіжності
Ряд з дійсних чисел збігається абсолютно тоді й тільки тоді, коли збігаються обидва ряди: ряд з додатних його членів і ряд з від'ємних членів.

## Операції над рядами
Нехай задано два збіжні ряди {\displaystyle a=\sum _{n=0}^{\infty }a_{n}} та {\displaystyle b=\sum _{n=0}^{\infty }b_{n}}. Тоді:
- Їх сумою називається ряд {\displaystyle \sum _{n=0}^{\infty }(a_{n}+b_{n})} і його сама рівна {\displaystyle a+b}.
- Їх добутком за Коші називається ряд {\displaystyle \sum c_{n}}, де {\displaystyle c_{n}=\sum _{k=0}^{n}a_{k}b_{n-k}}

Якщо обидва ряди збігаються абсолютно, то добуток рядів збігається.

## Приклади числових рядів
Приклад 01.
Ряди
{\displaystyle 1+1+1+\cdots +1+\cdots }
{\displaystyle 1-1+1-\cdots +(-1)^{n+1}+\cdots }
є розбіжними згідно з теоремою 01. Дійсно, {\displaystyle a_{n}=1\nrightarrow 0}, {\displaystyle n\rightarrow \infty } у випадку ряду (1) та {\displaystyle a_{n}=(-1)^{n+1}\nrightarrow 0} у випадку ряду (2).
Приклад 02.
Доведемо, що
{\displaystyle {\frac {1}{1\cdot 2}}+{\frac {1}{2\cdot 3}}+{\frac {1}{3\cdot 4}}+\cdots +{\frac {1}{n(n+1)}}+\cdots =1}
{\displaystyle \vartriangleright } Дійсно, для {\displaystyle n\geqslant 1}
{\displaystyle S_{n}={\frac {1}{1\cdot 2}}+{\frac {1}{2\cdot 3}}+{\frac {1}{3\cdot 4}}+\cdots +{\frac {1}{n(n+1)}}=(1-{\frac {1}{2}})+({\frac {1}{2}}-{\frac {1}{3}})+({\frac {1}{3}}-{\frac {1}{4}})+\cdots +({\frac {1}{n}}-{\frac {1}{n+1}})=1-{\frac {1}{n+1}}}. 
Отже, {\displaystyle S_{n}\rightarrow 1}, {\displaystyle n\rightarrow \infty }. {\displaystyle \vartriangleleft }
- Геометричний ряд — це такий ряд, ц якому кожен наступний елемент утворений множенням попереднього на стале число (що зветься сталим відношенням ряду). Наприклад:

{\displaystyle 1+{1 \over 2}+{1 \over 4}+{1 \over 8}+{1 \over 16}+\cdots =\sum _{n=0}^{\infty }{1 \over 2^{n}}.}
Загалом геометричний ряд
{\displaystyle \sum _{n=0}^{\infty }z^{n}={\frac {1}{1-z}}}
збігається тоді й тільки тоді, коли {\textstyle |z|<1}.
- Арифметично-геометричний ряд — це узагальнення геометричного ряду, коефіцієнти сталого відношення якого дорівнюють елементам в арифметичній прогресії. Наприклад:

{\displaystyle 3+{5 \over 2}+{7 \over 4}+{9 \over 8}+{11 \over 16}+\cdots =\sum _{n=0}^{\infty }{(3+2n) \over 2^{n}}.}
- Гармонічний ряд — це ряд виду

{\displaystyle 1+{1 \over 2}+{1 \over 3}+{1 \over 4}+{1 \over 5}+\cdots =\sum _{n=1}^{\infty }{1 \over n}.}
Гармонічні ряди є розбіжними, оскільки за теоремою 02 {\displaystyle S_{2n}-S_{n}={\frac {1}{n+1}}+{\frac {1}{n+2}}+\cdots +{\frac {1}{2n}}\geqslant n{\frac {1}{2n}}={\frac {1}{2}}}.
- Знакозмінний ряд — це ряд, у якому елементи можуть змінювати свій знак. У таких рядах доданки є як додатні, так і від'ємні. Наприклад:

{\displaystyle 1-{1 \over 2}+{1 \over 3}-{1 \over 4}+{1 \over 5}-\cdots =\sum _{n=1}^{\infty }{\left(-1\right)^{n-1} \over n}=\ln(2)\quad } (знакозмінний гармонічний ряд)
і
{\displaystyle -1+{\frac {1}{3}}-{\frac {1}{5}}+{\frac {1}{7}}-{\frac {1}{9}}+\cdots =\sum _{n=1}^{\infty }{\frac {\left(-1\right)^{n}}{2n-1}}=-{\frac {\pi }{4}}}
- Узагальнений гармонічний ряд або p-ряд:

{\displaystyle \sum _{n=1}^{\infty }{\frac {1}{n^{p}}}}
збігається, коли p > 1, і є розбіжним, коли p ≤ 1. Функція відносно p, що є сумою цього ряду є дзета-функцією Рімана.
- Телескопічний ряд:

{\displaystyle \sum _{n=1}^{\infty }(b_{n}-b_{n+1})}
збігається, якщо послідовність bn збігається до границі L, притому як n прямує до нескінченності. Значення ряду тоді дорівнюватиме b1 − L.

### π
Апроксимація числа π за допомогою ряду
{\displaystyle \sum _{n=1}^{\infty }{\frac {1}{n^{2}}}={\frac {1}{1^{2}}}+{\frac {1}{2^{2}}}+{\frac {1}{3^{2}}}+{\frac {1}{4^{2}}}+\cdots ={\frac {\pi ^{2}}{6}}}
{\displaystyle \sum _{n=1}^{\infty }{\frac {(-1)^{n+1}(4)}{2n-1}}={\frac {4}{1}}-{\frac {4}{3}}+{\frac {4}{5}}-{\frac {4}{7}}+{\frac {4}{9}}-{\frac {4}{11}}+{\frac {4}{13}}-\cdots =\pi }

### Натуральний логарифм 2
{\displaystyle \sum _{n=1}^{\infty }{\frac {(-1)^{n+1}}{n}}=\ln 2}
{\displaystyle \sum _{n=0}^{\infty }{\frac {1}{(2n+1)(2n+2)}}=\ln 2}
{\displaystyle \sum _{n=0}^{\infty }{\frac {(-1)^{n}}{(n+1)(n+2)}}=2\ln(2)-1}
{\displaystyle \sum _{n=1}^{\infty }{\frac {1}{n(4n^{2}-1)}}=2\ln(2)-1}
{\displaystyle \sum _{n=1}^{\infty }{\frac {1}{2^{n}n}}=\ln 2}
{\displaystyle \sum _{n=1}^{\infty }\left({\frac {1}{3^{n}}}+{\frac {1}{4^{n}}}\right){\frac {1}{n}}=\ln 2}
{\displaystyle \sum _{n=1}^{\infty }{\frac {1}{2n(2n-1)}}=\ln 2}

### Натуральний логарифм за основоюe
{\displaystyle \sum _{n=0}^{\infty }{\frac {(-1)^{n}}{n!}}=1-{\frac {1}{1!}}+{\frac {1}{2!}}-{\frac {1}{3!}}+\cdots ={\frac {1}{e}}}
{\displaystyle \sum _{n=0}^{\infty }{\frac {1}{n!}}={\frac {1}{0!}}+{\frac {1}{1!}}+{\frac {1}{2!}}+{\frac {1}{3!}}+{\frac {1}{4!}}+\cdots =e}